# アースキン・ニコル
アースキン・ニコル（Erskine Nicol RSA ARA、1825年7月3日 - 1904年3月8日）は、スコットランドの画家である。人物画や肖像画を描いた。

## 略歴
エディンバラのリース(Leith)でワイン商人の下で働く父親の長男に生まれた。装飾業の徒弟をした後、美術に転じ、エディンバラの美術学校、トラスティーズ・アカデミー(Trustees Academy)の学生になり、 ウィリアム・アラン（William Allan: 1782–1850）やトーマス・ダンカン（Thomas Duncan: 1807–1845）に学んだ 。
美術教師の資格を得て、リースの高校で教えた後、1845年から1850年の間はアイルランドのダブリンで教えた。この時期のアイルランドは「ジャガイモ飢饉」が最もひどかった時期でニコルは抑圧に苦しむアイルランドの人々に共感した作品も描いた 。
1850年にエディンバラに戻り、1851年に王立スコットランド・アカデミー(Royal Scottish Academy)の準会員に選ばれ、1859年に正会員になった。1862年にロンドン、シティ・オブ・ウェストミンスターのSt John's Woodに移り、1864年には Dawson Placeに住んだ。ロイヤル・アカデミー・オブ・アーツの展覧会に出展し、1866年にロイヤル・アカデミーの準会員に選ばれた。アイルランドの王立ハイバーニアン・アカデミー(Royal Hibernian Academy)の展覧会やロンドンの民間展覧会「British Institution」にも出展した。アイルランドのウェストミーズ県の Clonavaにもスタジオを持ち、そこで作品を描くのを好んだ。
1904年にミドルセックスのFelthamで亡くなった。
1851年に結婚し、1863年に妻が亡くなると1865年に再婚した。最初の妻との間の息子ジョン・ワトソン・ニコル（John Watson Nicol: 1856 - 1926）と後妻との間の息子アースキン・エドウィン・ニコル（Erskine Edwin Nicol: 1868 - 1926）は画家になった。

## 作品

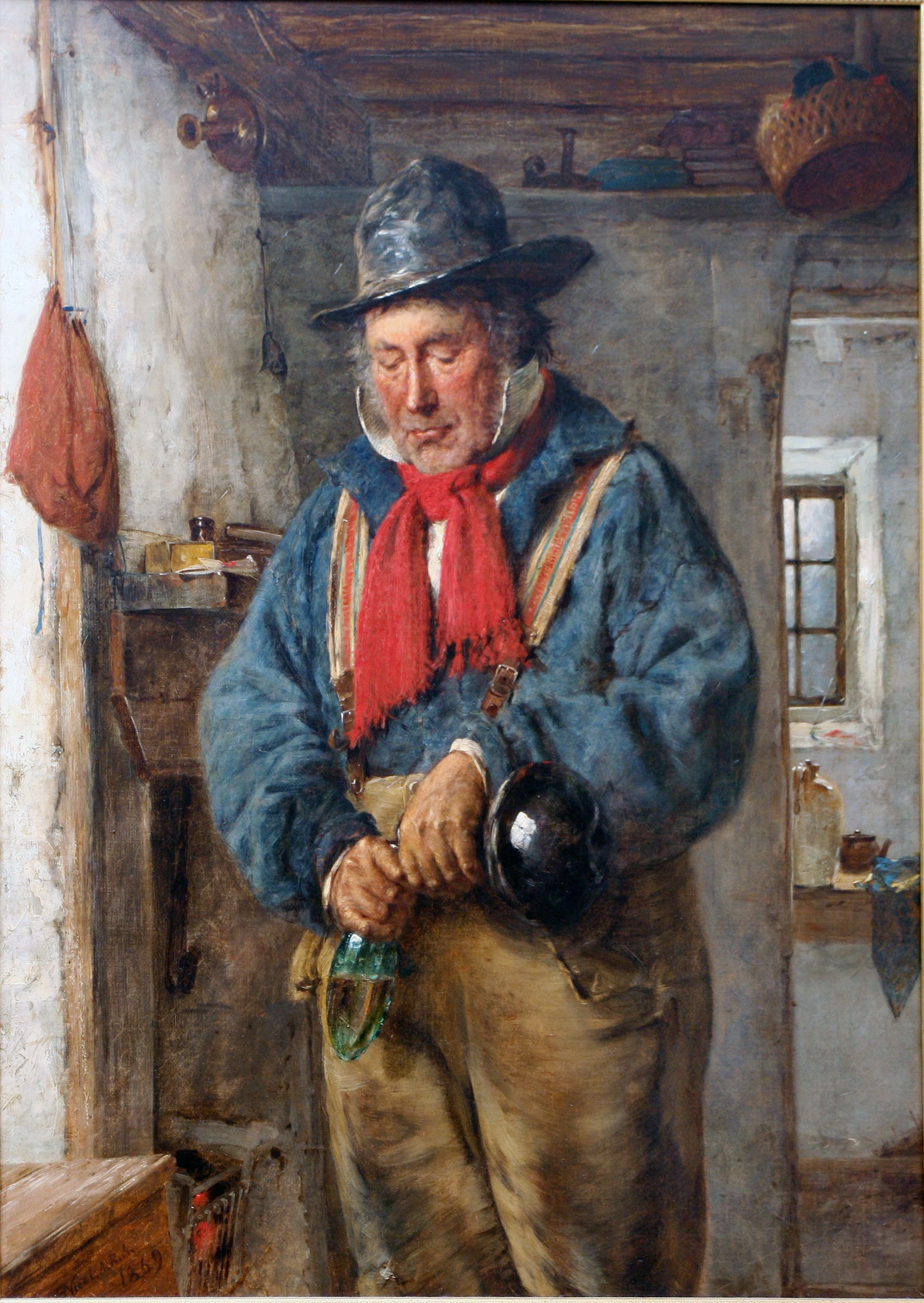
寒さ対策　(1869)、個人蔵
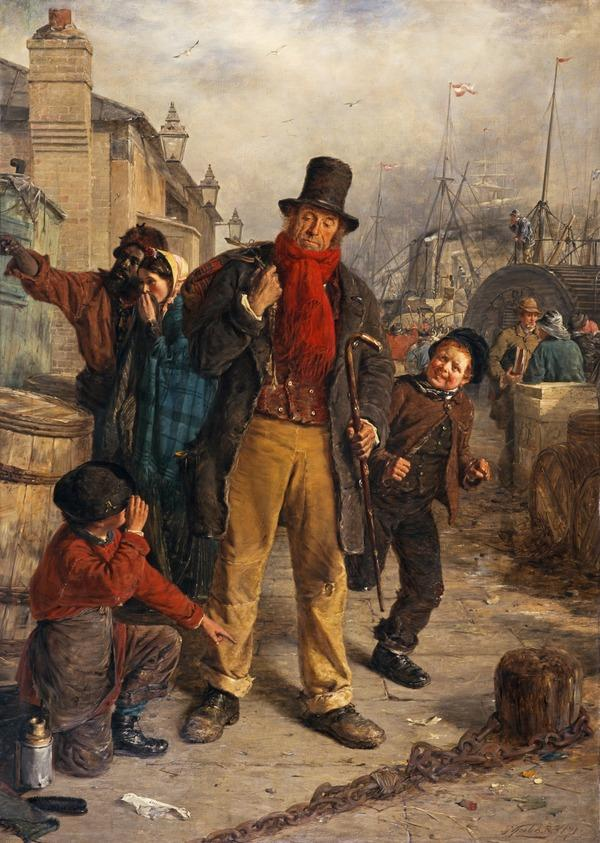
リヴァプールに上陸したアイルランド移民　(1871) National Galleries Scotland
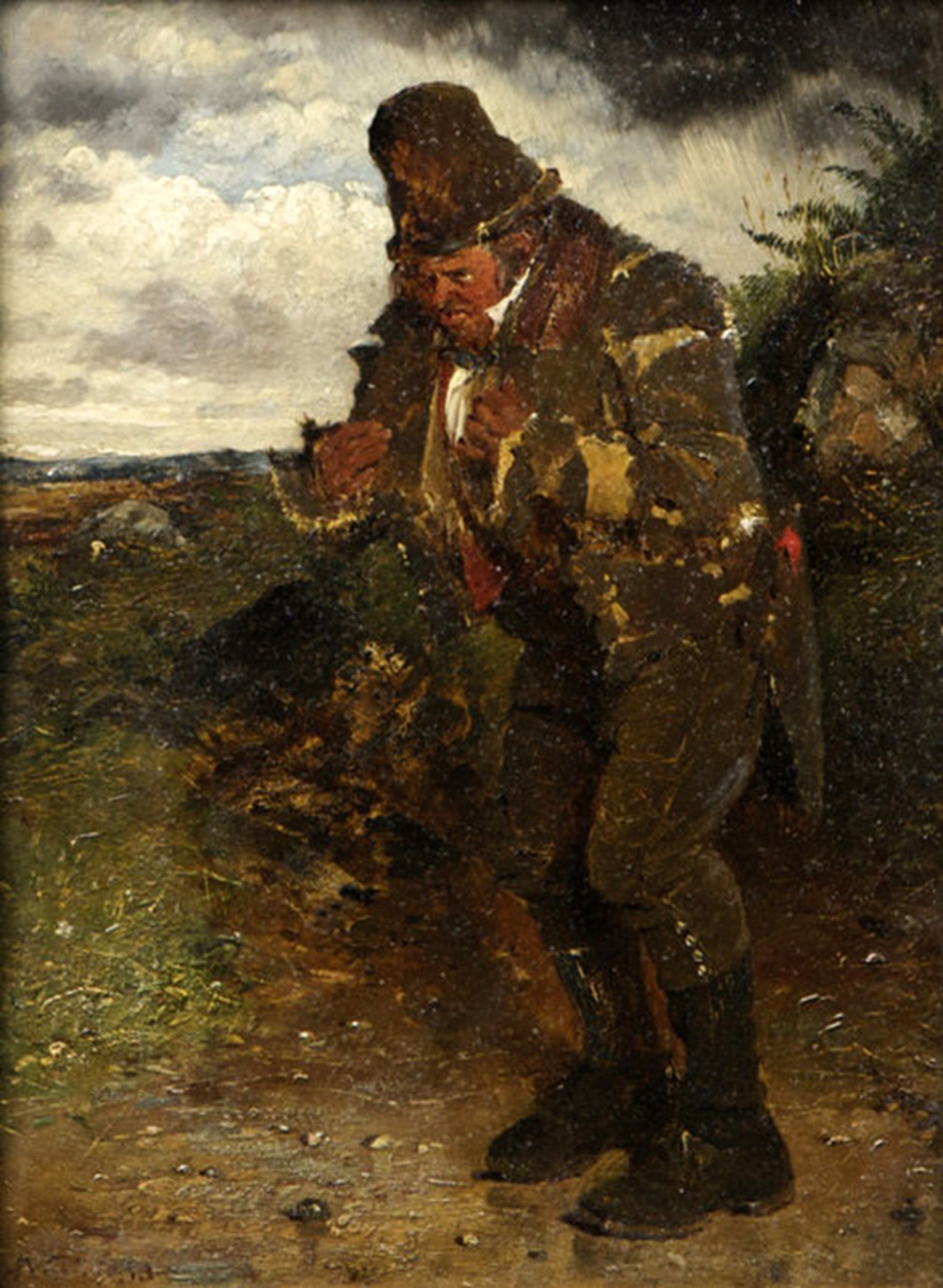
アイルランドの田舎者
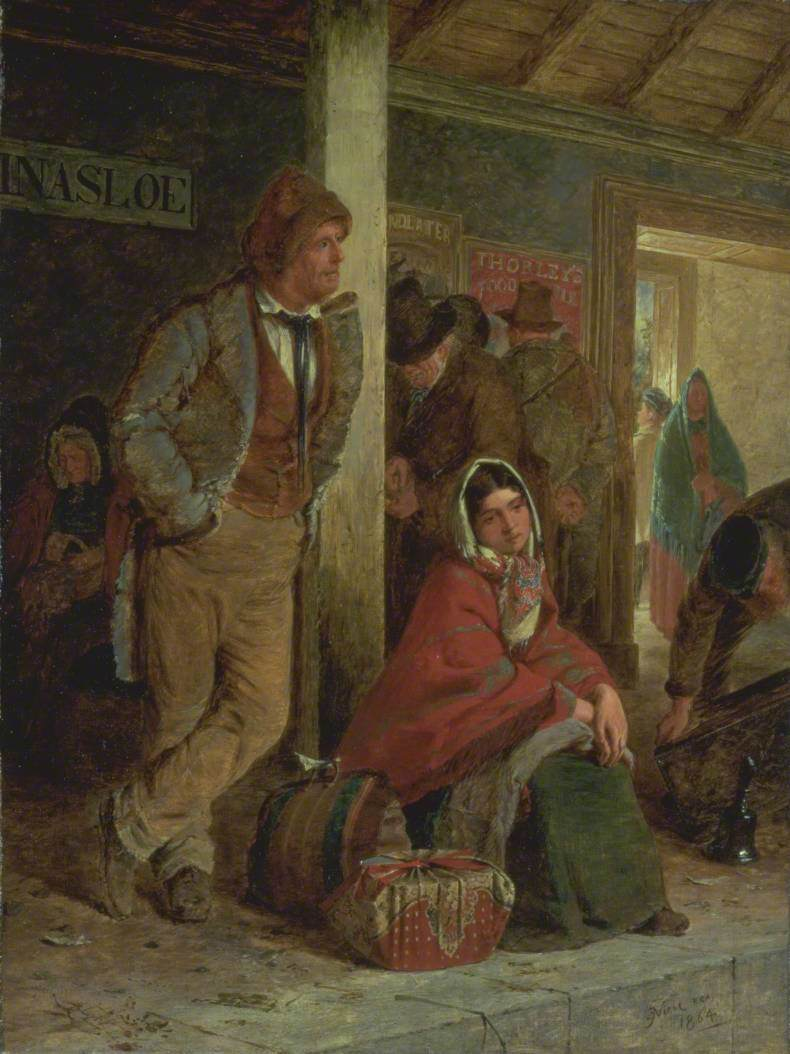
移民 ナショナル・ギャラリー (ロンドン)

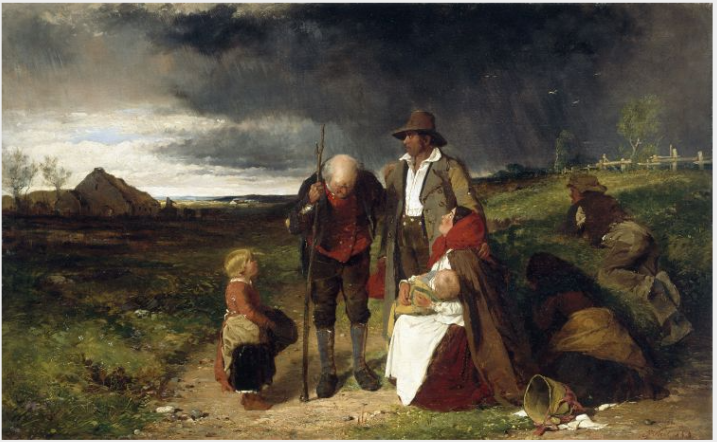
故郷を追われた家族 (1853) アイルランド国立美術館
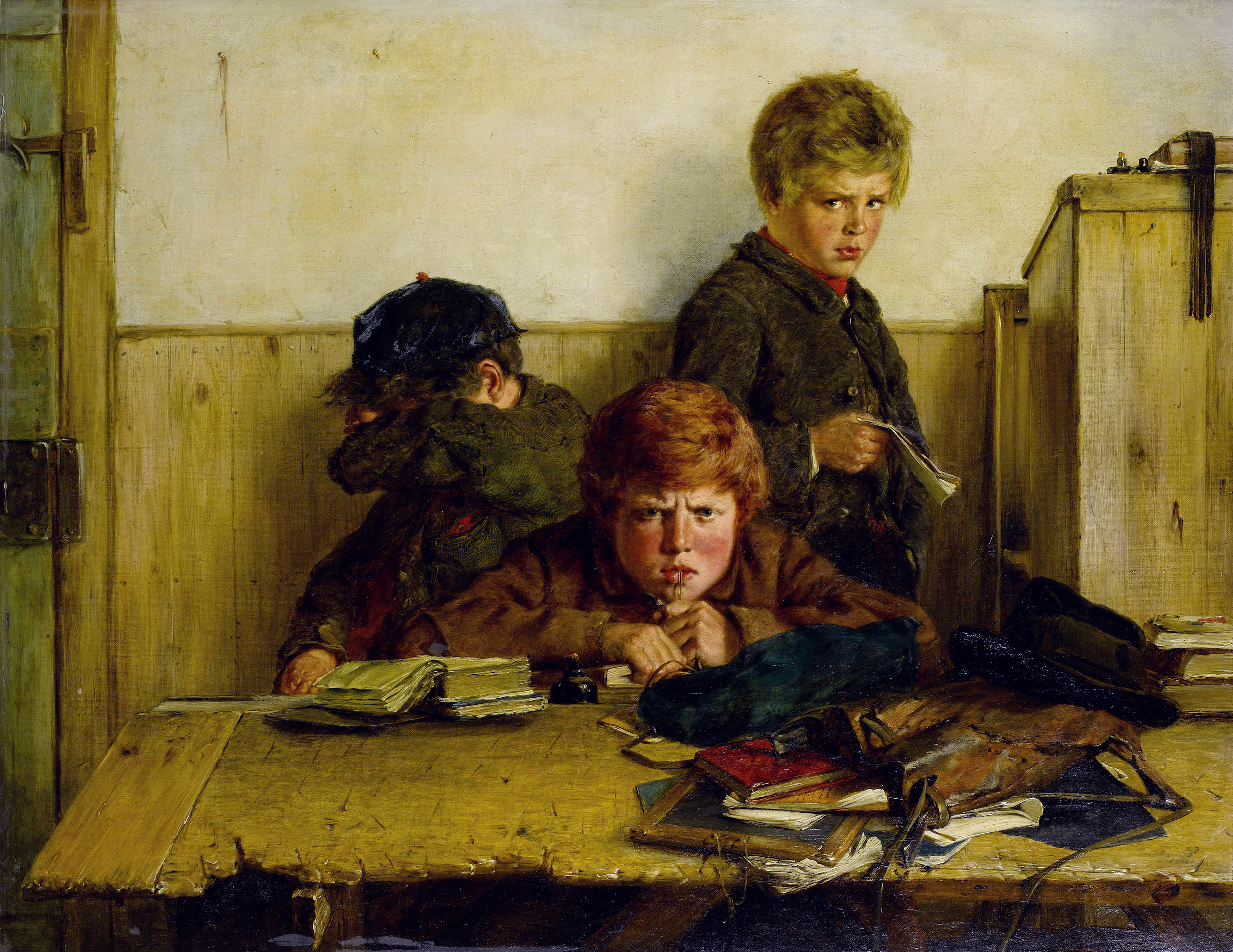
"Kept In" (1870) 個人蔵
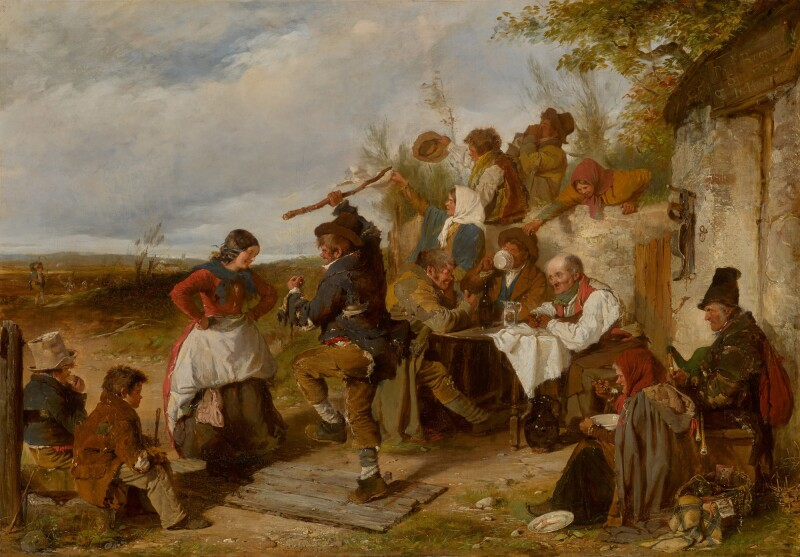
ドニーブルック(ダブリン)のもぐり酒場